# Томас Монтагю
Томас Монтагю, 4-ти граф на Солзбъри (Thomas Montagu, 4th Earl of Salisbury) (13 юни 1388 – 3 ноември 1428) е английски генерал от Стогодишната война. Приятел и верен сподвижник на крал Хенри V, той има голяма роля за редица английски победи. Неговата решителност и умения са достатъчни, за да бъде поставен начело на обсадните войски край Орлеан, където загива при нещастни обстоятелства.

## Произход и начало на кариерата
Той е син на сър Джон Монтагю, 3-ти граф на Солзбъри, привърженик на крал Ричард II. През 1401 г. бащата посмъртно е обвинен в предателство към крал Хенри IV и осъден. Имотите на семейството са отнети и младият Томас преживява трудни години. Въпреки всичко той избира да остане верен на династията Ланкастър. Това му връща благоволението на монарха и правото да бъде 4-ти граф на Солзбъри. През 1421 г., след като многократно се е доказал като безценен помощник във военните кампании, имотите му са напълно възстановени.
Военната му кариера започва през 1412 г., когато придружава Томас, херцог на Кларънс (брат на Хенри V) в една експедиция във Франция. Приет след това в Ордена на жартиерата, той е повикан за похода, който довежда до прочутата битка при Азенкур (1415). Там проявява храброст, която не остава незабелязана. От този момент животът му е отдаден изцяло на войната, а тя навлиза в най-динамичната си фаза. Бие се редом с Джон, херцог на Бедфорд (друг брат на краля) в морската битка при Сена, която води до пробив в обсадата на град Арфльор. През 1417 – 1419 г. участва в Нормандската кампания и в превземането на Кан, Фалез и Руан. След отпътуването на краля, Монтагю е оставен като губернатор на областта със задължението да я защитава.

## Решителни победи
През 1420 г. Хенри V принуждава стария и болен Шарл VI да подпише договора от Троа, с който да го направи наследник на френския трон. В края на същата година англичаните влизат без съпротива в Париж и го окупират. Хенри се жени за Катрин Валоа, дъщеря на Шарл, след което се прибира в Англия. Оставя брат си Томас като свой наместник. През това време се състои една емблематична битка, при която неразумният принц се впуска в открит бой с французите без да дочака пристигането на Монтагю. Заплаща с живота си за своята дързост, а за генерала не остава друго, освен да изпрати тялото му в Англия. Битката при Божé разклаща за кратко положението на англичаните във Франция.
Хенри V се завръща, за да спасява положението и успява да превземе редица крепости, които симпатизират на дофина Шарл, бъдещия Шарл VII. В разгара на усилията си, през август 1422 г. той ненадейно умира. Джон ъф Бедфорд поема управлението като регент на малкия му син, а Томас Монтагю се налага като най-уважавания генерал. Двамата заедно побеждават французите при Краван (1423) и Верньой (1424), с което печелят осезателно надмощие. Оттук нататък бавно и методично те стесняват контролираните от Дофина земи. През 1425 г. Монтагю покорява Анжу и Мен, превземайки град Льо Ман.

## Смърт
През февруари 1426 г. Томас Монтагю оставя временно службата си към Англия, за да отиде на поклонение в Йерусалим. По настояване на принц Джон самият папа го освобождава от това задължение и той се връща в армията. Признателният регент го включва в държавния съвет и все по-често се допитва до мнението му. Ето защо, когато замисля обсадата на Орлеан – ключов момент във войната – той няма колебания кой трябва да я ръководи. Вика своя доверен генерал от Англия, като му възлага да доведе 3000 нови войници. После го изпраща да превземе всички крепости по течението на река Лоара (40, както сам се хвали), за да обхване големия град в железни клещи. На 12 октомври 1428 г. англичаните пристигат край Орлеан и разполагат внушително количество оръдия. Тъй като са малко на брой, разчитат именно на канонадата, за да сломят духа на защитниците.
На 24 октомври, докато оглежда състоянието на форт Турел – стратегически най-важното укрепление край Орлеан – едно френско оръдие срутва върху генерала голямо парче метал. От удара половината му лице е премазано и той е отнесен от мястото в безсъзнание. Въпреки че по-късно идва на себе си, раните са толкова тежки, че животът му не може да бъде спасен. Томас Монтагю умира на 3 ноември в близкото градче Менг, оставяйки командването на Уилям де Ла Пол. Мнозина историци смятат, че това стечение на събитията е предпоставило неуспеха на обсадата. Тя е свалена окончателно след намесата на Жана д'Арк през пролетта на 1429 г.

## Семейство
Томас Монтагю се жени два пъти:
- за Елинор Холанд, от която има дъщеря Алис – единственото му дете;[4]
- за Алис Чосър, внучка на известния писател Джефри Чосър; от този брак няма деца.